# داني جيبسون
داني جيبسون (بالإنجليزية: Danny Gibson)‏ مواليد 28 يناير 1984 في ماديسون، هو لاعب كرة سلة أمريكي. بدأ مسيرته الاحترافية في سنة 2006. يلعب مع نادي أكاديميك لكرة السلة في الدوري البولندي لكرة السلة كلاعب هجوم خلفي. يحمل الرقم 21. يبلغ طوله 5 قدم 10 بوصة (1.8 م).

## المسيرة الاحترافية
لعب مع ميدي بايرويت في الدوري الألماني من سنة 2010 إلى 2012، ثم لعب مع نادي إكاروس كاليثيا لكرة السلة في موسم 2012–13، ثم لعب مع روسا رادوم في موسم 2014–2015، ثم لعب مع نادي أكاديميك لكرة السلة في سنة 2016.

## الإنجازات
- كأس بولندا لكرة السلة: 2014 (مع شلوسك فروتسلاو)

## روابط خارجية
- داني جيبسون على موقع كرة السلة الأوروبية.كوم (الإنجليزية)
- داني جيبسون على موقع ريلجم (الإنجليزية)
- داني جيبسون على موقع بروبوليرز (الإنجليزية)
- داني جيبسون على موقع سبورتس رفرنس (الإنجليزية)